# Eng-kabbeleje
Engkabbeleje (Caltha palustris), også skrevet eng-kabbeleje, er en 15-30 cm høj urt, der vokser på våde enge og i grøftekanter.

## Beskrivelse
Engkabbeleje er en tuedannende flerårig urt med et tæt, græsgrønt løvdække. Den har en gulgrøn, glat og let furet stængel, og de enkelte blade er hjerte- eller nyreformede med lang stilk. Blomsterne mangler bægerblade, men kronbladene er gule med masser af støvdragere ("smørblomster").
Planten skyder tidligt frem, mens der ikke er andre til at skygge for den, og blomstringen er som regel færdig før midten af maj. Kapslerne har mange frø, og de åbner sig og spredes i fugtigt vejr.
Blomsterne bestøves af mange forskellige insekter.

## Voksested
Engkabbeleje er udbredt i Kaukasus, Vestsibirien, Centralasien, Østasien, Nordamerika og det meste af Europa. I Danmark findes den i det meste af landet, hvor den trives godt på en våd, tung og leret jord, og den klarer sig allerbedst på steder, hvor kreaturernes græsning holder konkurrerende planter nede.
I engene langs Holsted Å findes arten i græssede partier sammen med bl.a. bukkeblad, engkarse, engnellikerod, krybende læbeløs, kærstar, majgøgeurt, nikkende star, smalbladet kæruld, topstar, trævlekrone og tykskulpet brøndkarse.
Planten ses også i Lyngby Åmose ved Lyngby Sø.

## Anvendelse
Dyrkning af planten kan spores tilbage til Wien i det 16. århundrede. Dyrkningen spredte sig til andre dele af Europa, hvor Jan Brueghel den ældre malede den.
Planten er let at dyrke, når bare den har lys og fugtighed nok. Det gør den velegnet i sumpbedet eller som indplantning på en fugtig blomstereng. Under gode forhold kan den dog blive noget aggressiv og må holdes nede med lugning en gang om året. Kapslerne har før i tiden været anvendt i omslag på sår og mod betændelser.
Den ædes ikke af kreaturer på grund af et ildesmagende giftstof, der der dog omdannes til et uskadeligt stof i hø og ensilage.
| Portal | Portal:Botanik |